# Ședință cu părinții
Ședință cu părinții este un film românesc din 1980 regizat de Paula Segall, Doru Segall.